# Ollusion
Albums de Omarion
O, "21"
Ollusion est le troisième album d'Omarion qui est sorti le 12 janvier 2010. Le premier single qui a été clipé est le titre "I Get It In" en featuring avec Gucci Mane. Le second single devrait être "Kinkos" feat Fabolous.

## Liste des pistes
| #  | Titre                                    | Producteur(s) | Durée |
| -- | ---------------------------------------- | ------------- | ----- |
| 1  | "I Get It In" (Feat Gucci Mane)          |               | 03:08 |
| 2  | "Last Night" (Kinkos)                    |               | 03:09 |
| 3  | "Hoodie" (Feat. Jay Rock)                |               | 03:35 |
| 4  | "What Do You Say"                        |               | 03:39 |
| 5  | "Speedin'"                               |               | 04:24 |
| 6  | "Temptation"                             |               | 03:40 |
| 7  | "Sweet Hangover"                         |               | 03:23 |
| 8  | "Thee Interlude" (Feat. Marques Houston) |               | 01:09 |
| 9  | "Wet"                                    |               | 05:30 |
| 10 | "I Think My Girl Is Bi"                  |               | 04:04 |
| 11 | "Code Red"                               |               | 02:32 |